# Prötzel
Prötzel là một đô thị ở huyện Märkisch-Oderland, bang Brandenburg, Đức. Đô thị này có diện tích 85,53 km², dân số thời điểm 31 tháng 12 năm 2006 là 1196 người.